# Tipula furvimarginata
Tipula furvimarginata är en tvåvingeart som beskrevs av Yang 1992. Tipula furvimarginata ingår i släktet Tipula och familjen storharkrankar. Inga underarter finns listade i Catalogue of Life.